# Żebbuġ (Gozo)
Żebbuġ (officiële naam Iż-Żebbuġ, uitspraak: zebboedzj) is een plaats en gemeente in het noordwesten van het Maltese eiland Gozo. De plaats telt 1770 inwoners (november 2005) en ligt vlak bij de plaatsen Għarb en Marsalforn boven op een heuvel, van waaraf men uitzicht heeft over de kustlijn. Het woord żebbuġ betekent "olijven"; de plaats was in het verleden dan ook zeer bekend vanwege de teelt van deze vruchten. Tegenwoordig zijn er nog maar enkele olijvenbomen te vinden op de heuvel.
De jaarlijkse festa van Żebbuġ wordt gevierd op de eerste zondag na 15 augustus. Dit dorpsfeest wordt gevierd ter ere van Maria.